# Усте
Усте (на словенски: Ustje) е село в Словения, регион Горишка, община Айдовшчина. Според Националната статистическа служба на Република Словения през 2015 г. селото има 368 жители.